# 弦屋光渓
弦屋 光溪（つるや こうけい、 昭和21年（1946年）7月 - ）は、日本の版画家、浮世絵師。歌舞伎役者の大首絵でデビューした。

## 来歴
本名は三井 弦。昭和21年 (1946年)、神奈川県茅ヶ崎市生まれ、父は洋画家の藤川光次、祖父は同じく洋画家の中澤弘光。東京都新宿区諏訪町で育つ。1971年（昭和46年）に富士短期大学を卒業。サラリーマンを経て木版画家に転身し、独学で制作を続け、1978年（昭和53年）に木版画家としてデビューする。歌舞伎座で役者大首絵の展覧会を22年間続け、大英博物館の「日本20世紀後半の版画展」ほかにも出品。2000年に大首絵を完結させると、猫をモチーフにした戯画「猫三連作」（「三扇面流し 猫の忠臣蔵」2011年）や「アルチンボルドに捧ぐ五題」（「虫」 2014年）ほかだまし絵、さらに自画像へと、浮世絵を探求していく。1974年（昭和49年）に結婚。

## 画歴
1978年（昭和53年）3月、国立劇場で「浮世柄比翼稲妻」を観覧し、市川海老蔵が演じる不破伴左衛門の立ち姿と、雲に稲妻模様の衣装が東洲斎写楽の錦絵と同じであることに感激して、役者絵の制作を決意した。同年9月、歌舞伎座の館内で役者絵を展示して木版画家としてデビューする。それを第1期とし2000年（平成12年）8月の第14期までシリーズ展を開き、22年間にわたり合計146点の役者絵を発表。2016年までに発表した大首絵は200点、摺り部数は総計1万1322部に達した。
デビュー2年目の1980年（昭和55年）には養清堂画廊（東京・銀座）で初の個展を開催。以降、同じく10年目に当たる1988年（昭和63年）は歌舞伎座100年記念の年でもあり、銀座松屋で個展を催すと、翌年から海外に招待され個展を開く。1989年（平成元年）のパシフィック・アジア美術館（アメリカ・カルフォルニア州)、1991年（平成3年）のレッドファーンギャラリー（イギリス・ロンドン）を経て、翌1992年（平成4年）に平木浮世絵美術館、2001年（平成13年）に茅ヶ崎市美術館で展覧会が催された。 
イギリスの大英博物館では、1990年（平成2年）4月6日の日本ギャラリー（英語: British Museum Department of Asia#Japan collection）(第92室–第94室)オープン展に作品を出品。以降、1994年（平成6年）の「大正昭和の日本版画」展、及び翌1995年（平成7年）の「日本美術」展に招かれる。2002年（平成14年）の「日本20世紀後半の版画」展には12点を出品。 
2003年（平成15年）になると静岡県熱海市に転居し、自画像シリーズ「連作・孤独」を開始した。

## 主な展覧会
歌舞伎座
役者絵の展示は1978年（昭和53年）から22年にわたる。
大首絵シリーズ
- 第1期 1978年（昭和53年）から1979年（昭和54年）（全8点）
- 第2期 1980年（昭和55年）から1981年（昭和56年）（全8点）

養清堂画廊にて初個展（東京・銀座）

- 第3期 1982年（昭和57年）から1983年（昭和58年）（全27点）
- 第4期 1984年（昭和59年）から1985年（昭和60年）（全10点）[13]
- 第5期 1985年（昭和60年）から1987年（昭和62年）（全18点）[14]
- 第6期 1987年（昭和62年）から1988年（昭和63年）（全12点）

1988年（昭和63年） 松屋銀座「歌舞伎座百年記念・弦屋光溪」展

- 第7期 1989年（平成元年）（全7点）

「弦屋光溪」展（パシフィック・アジア美術館）
- 第8期 1990年（平成2年）から1991年（平成3年）（全9点）

1990年（平成2年） 「日本ギャラリーオープン記念」展（大英博物館）
- 第9期 1992年（平成4年）から1993年（平成5年）（全7点）
- 第10期 1994年（平成6年）から1995年（平成7年）（全8点）

1994年（平成6年） 「大正昭和の日本版画」展（大英博物館）

1995年（平成7年） 「日本美術」展（大英博物館）

- 第11期 1996年（平成08年）から1997年（平成09年）（全10点）
- 第12期 1998年（平成10年）（全6点）全身図シリーズ
- 第13期 1999年（平成11年）から2000年（平成12年）（全15点）集成シリーズ
- 最終期 2000年（平成12年）8月

2000年（平成12年） 松屋銀座「弦屋光溪の役者絵全貌」展

同年 平木浮世絵美術館「弦屋光溪全役者絵」展

茅ヶ崎市美術館
- 2001年（平成13年）「時代の浮世絵師・弦屋光溪」展 - 会期：9月22日–10月28日（茅ヶ崎市文化振興財団）[6][12][21]
- 常設展 - 地元ゆかりの作家として作品を収蔵、展示[22]

2002年（平成14年）「日本20世紀後半の版画」展（12点出品）（大英博物館）

2003年（平成15年） 静岡県熱海市に転居。油彩版画「連作・孤独」の制作。

2008年（平成20年） 山田書店ギャラリー「弦屋光溪・顔を描いて三十年」展

2011年（平成23年）「役者絵：継承される歌舞伎の版画」展 (アシュモレアン博物館) - 会期：2011年11月29日–2012年3月4日

2011年（平成23年） Bunkamuraギャラリー「弦屋光溪　役者絵木版画」展

2013年（平成25年） 佐倉市立美術館「弦屋光溪」展 - 会期：1月22日–同月27日

2016年（平成28年） Bunkamuraギャラリー「弦屋光溪　現代浮世絵」展 - 会期：5月13日–同月22日

## 画集、著作
展示会図録、画集
- 『弦屋光溪役者絵木版画』松竹、1988年。 NCID BA53111477。 - 総ページ数104p[26][27]
- 『弦屋光溪木版画集』松屋銀座美術部、1992年。 NCID BA5022636X。 - 総ページ数64p
- 『弦屋光溪全木版画 : 1978-2000 = Tsuruya Kokei: the complete woodblock prints』平木浮世絵財団、2000年。 NCID BA5310631X。OCLC 675474886。 - 総ページ数124p
- 『弦屋光溪展 : 時代 (とき) の浮世絵師』茅ケ崎市美術館、2001年。 NCID BB00797912。OCLC 674786472。 - 総ページ数30p
- 『弦屋光溪 : 顔を描いて三十年』山田書店、東京、2008年。 NCID BA89374751。OCLC 836177771。 - 総ページ数64p

著作物
- 「クイズまちがい絵さがし・歌舞伎シリーズ」『月刊JALCARGO』1983年5月号–1984年6月号 (207-220号)、日本航空、1983年–1984年。 - ペン画による挿画 14回連載
- 「弦屋光渓 — ライブな役者絵 (特集 New Japanese Images)」『版画芸術』第107号、阿部出版、2000年3月、ISSN 1343-7399、NAID 40004005535。
- 「明治浪漫の画家 中澤弘光ブックデザイン展によせて」『日本古書通信』第71巻第10号、日本古書通信社、2006年10月、ISSN 0387-5938、NAID 40007447753、OCLC 5178861698。

## 参考資料
- 「木版画でも異色新人の初個展 (美術評)」『読売新聞 夕刊』1980年3月13日。
- “覆面絵師は脱サラ37歳 (芸能ワイド)”. 東京新聞夕刊. (1983年7月26日)
- “役者絵の現代化に挑戦 (手帳)”. 読売新聞夕刊. (1984年8月9日)
- “「画商ロバート・ソワーズ氏」　"現代の写楽"光溪売り出す (にんげん発見)”. 日本経済新聞 朝刊. (1985年3月24日)
- “Print-maker specializes in okubi-e (ARTS)”. ジャパンタイムズ朝刊. (1988年4月24日)

1988年の個展の報道
- “"昭和の写楽"　弦屋光溪さん作品展”. 毎日新聞 朝刊. (1988年9月6日)
- “"現代の写楽"　待望の初作品展”. 産経新聞朝刊. (1988年9月18日)
- “役者の顔を活写する弦屋光溪「現代の写楽」”. スポーツニッポン 朝刊. (1988年9月21日)
- “現代に生きる浮世絵・にぎわう「木版役者絵展」”. 毎日新聞 夕刊. (1988年9月23日)
  - その他各紙 秋田新聞、神戸新聞、名古屋タイムズ、東京タイムス、京都新聞、四国新聞、岐阜新聞、徳島新聞、高知新聞、南日本新聞、北日本新聞、山陽新聞、四国新聞

1988年刊画集の報道
- “画集「弦屋光溪役者絵木版画」 (書評)”. 読売新聞 朝刊. (1988年10月3日)
- “これが謎の現代浮世絵師の作「歌舞伎役者の心を表現」 (東京)”. 産経新聞 朝刊. (1988年11月4日)

大英博物館の展示図録
- Smith, Lawrence; Harris, Victor; Clark, Timothy (1990) (英語). Japanese Art: Masterpieces in the British Museum. London: British Museum Press
- Smith, Lawrence (1994) (英語). Modern Japanese Prints 1912-1989: Woodblocks and Stencils. London: British Museum Press

展示施設の公式サイト
- “茅ヶ崎市美術館企画展「弦屋光溪展 — 時代ときの浮世絵師」 (日本の美術展覧会記録1945-2005)”.  国立新美術館. 2018年11月11日閲覧。
- “アシュモレアン美術館「役者絵」展の会場写真 (Yakusha-e: Kabuki Prints exhibition case. Eastern Art Paintings Gallery)” (2011年). 2018年11月11日閲覧。
- “役者絵：継承される歌舞伎の版画 — 日本の舞台俳優の色鮮やかな木版画 (Yakusha-e: Kabuki Prints, a Continuing Tradition — Discover the brightly coloured woodblock prints of actors from Japanese popular theatre)” (英語).  オックスフォード大学アシュモレアン美術館 (2011年). 2018年11月11日閲覧。
- “今月の１点 Monthly Pickup 7月「勧進帳」より二世 中村吉右衛門の富樫左衛門（弦屋 光溪 つるや・こうけい 1945–) 木版(多色)・紙／1993 (平成5)年”.   茅ケ崎市美術館 (2013年7月). 2018年11月11日閲覧。
- “市民ギャラリー > 弦屋光渓展”.  佐倉市. 2018年11月11日閲覧。
- “ギャラリー > 展覧会情報”.   株式会社東急文化村. 2018年11月11日閲覧。
- “弦屋光溪　Tsuruya Kokei”.   山田書店. 2018年11月11日閲覧。
- “三菱商事日本ギャラリー：Japan (Rooms 92–94) The Mitsubishi Corporation Japanese Galleries 5000 BC–present”.   大英博物館. 2018年11月11日閲覧。